# Maestro delle Metope
Il Maestro delle Metope (fl. XII secolo) è stato uno scultore italiano anonimo, attivo nel primo quarto del XII secolo, che scolpì le otto metope del duomo di Modena (oggi conservate nei Musei del Duomo di Modena, quelle oggi visibili in loco sono copie moderne).

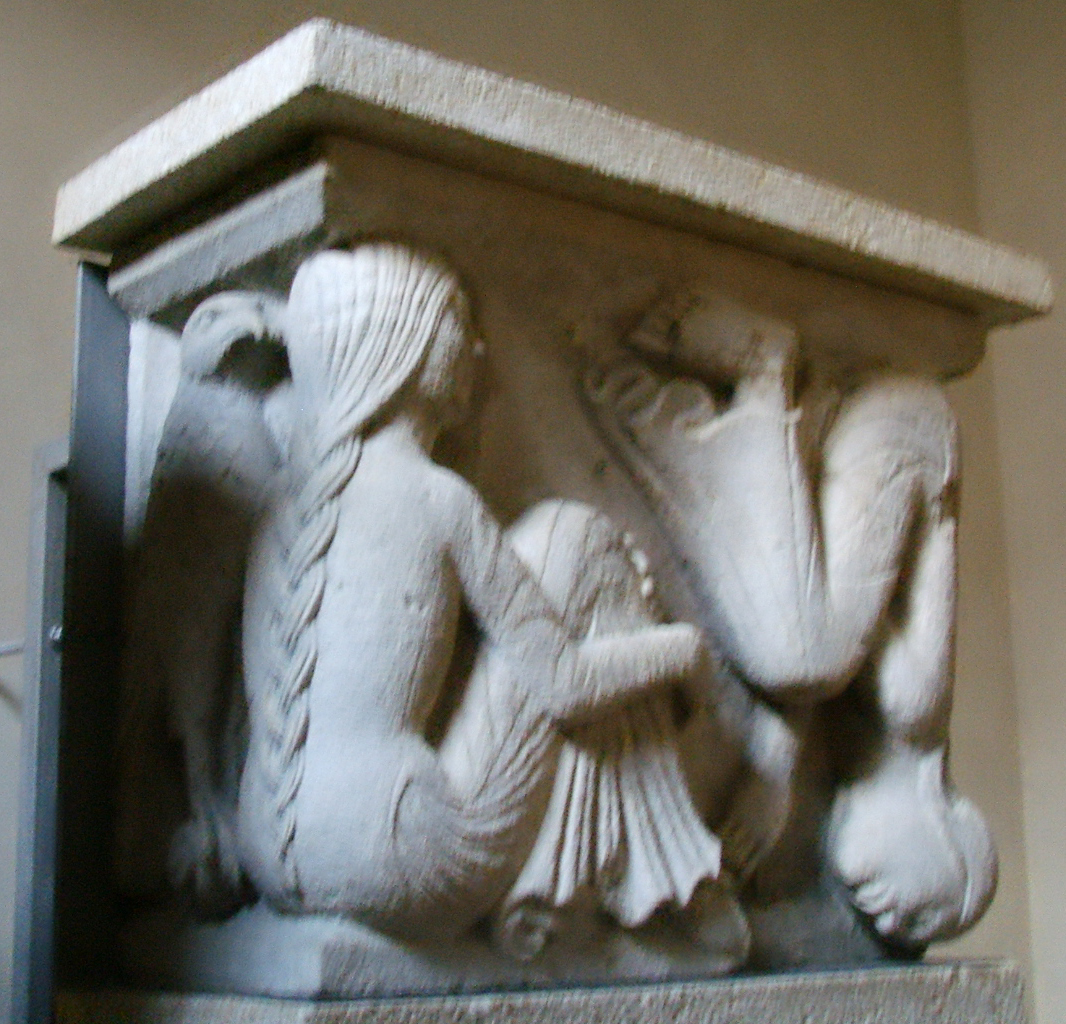
Maestro delle Metope, Gli Antipodi

Il Maestro delle metope era forse allievo di Wiligelmo e dovette sicuramente essere informato sulle coeve rappresentazioni scultoree in Aquitania (vedi Saint Sernin, Tolosa).

## Le metope
Le metope, utilizzate per decorare le terminazioni dei quattro contrafforti del cleristorio vennero realizzate durante la prima fase della costruzione del duomo e si caratterizzano per la finezza dell'esecuzione e per i soggetti. Vi si trovano fantasiose rappresentazioni dei popoli più remoti della terra, che attendono ancora il messaggio cristiano; importante è la comparsa nel suo stile di elementi minuziosi e raffinati, derivati dalla scultura borgognona, dall'intaglio di avori e dall'oreficeria.
Le otto metope rappresentano:
1. L'ermafrodito o la "Potta di Modena"
2. L'uomo dai lunghi capelli
3. La sirena bicaudata
4. L'ittiofago (il Mangiatore di pesci)
5. La grande fanciulla
6. La fanciulla e il terzo braccio
7. Gli antipodi
8. L'adolescente con il drago (lo Psillo)

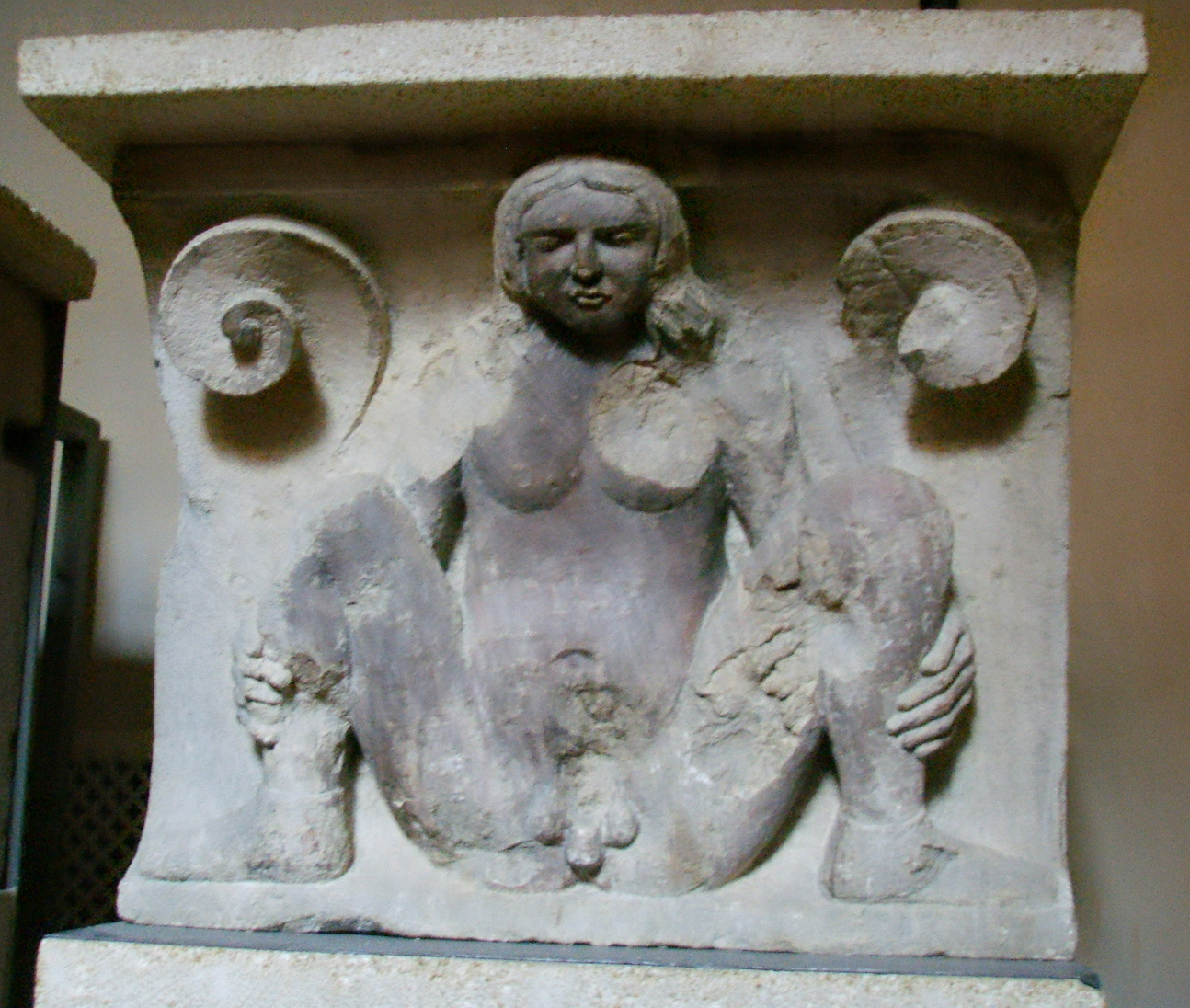
L'Ermafrodito (la Potta di Modena)
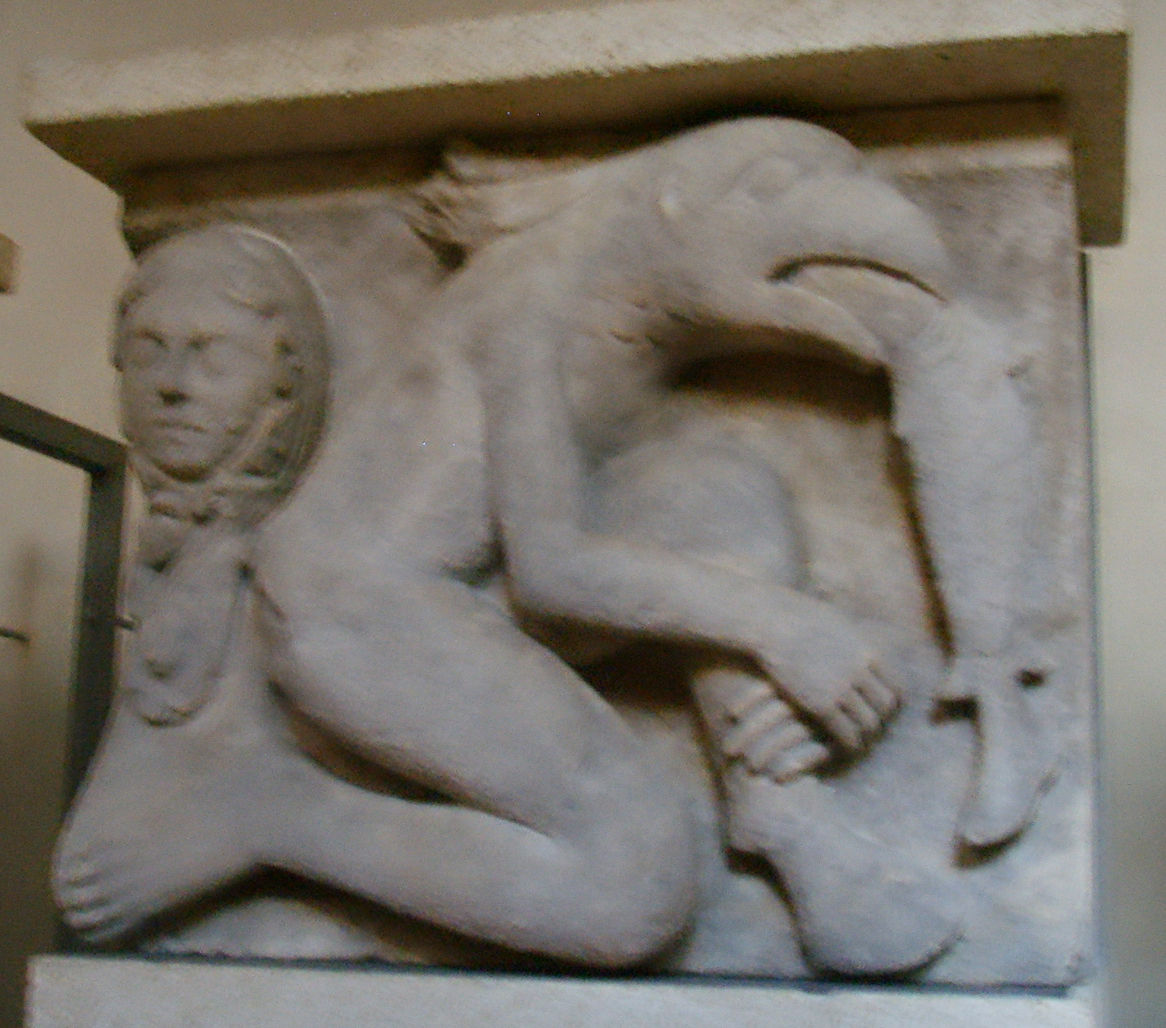
L'Ittiofago
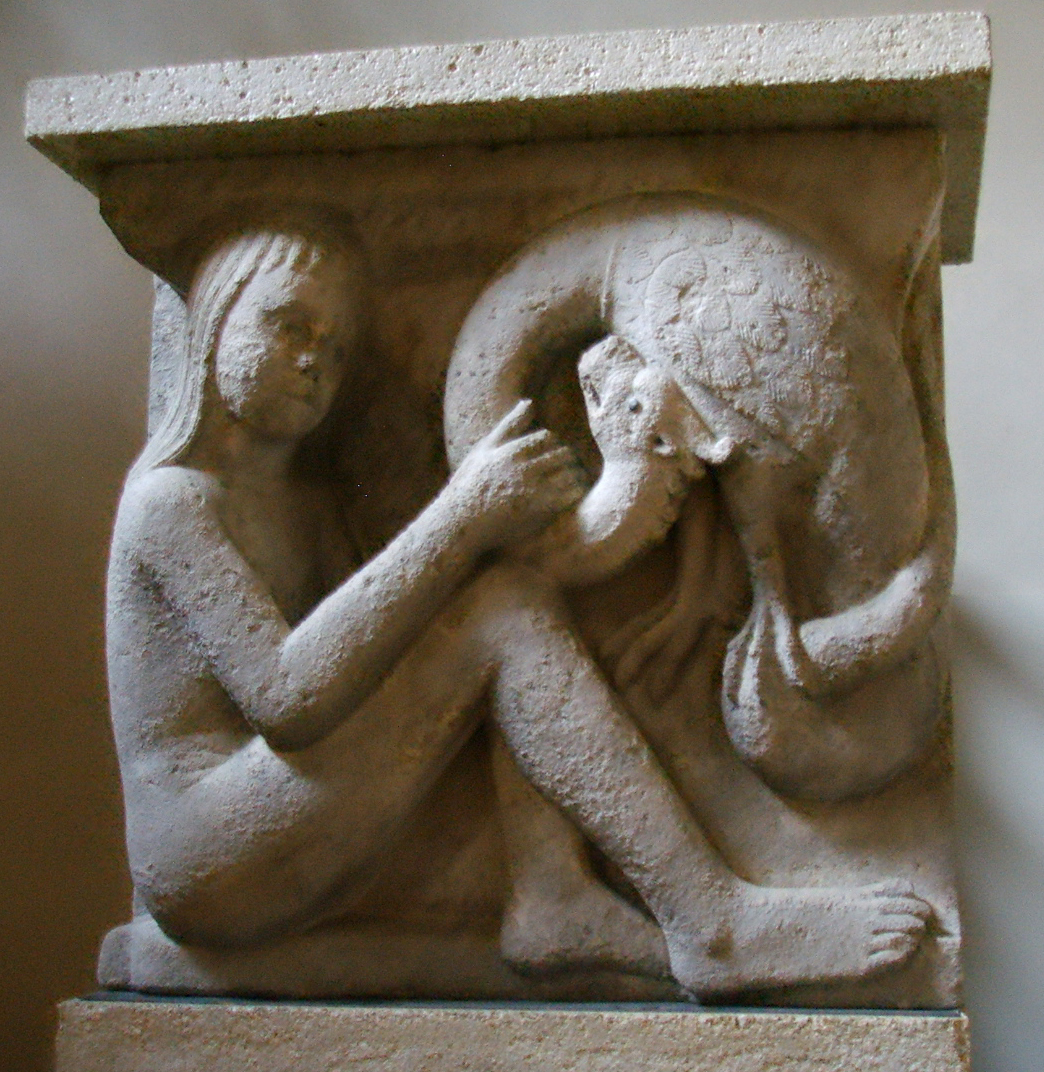
L'Adolescente e il Drago
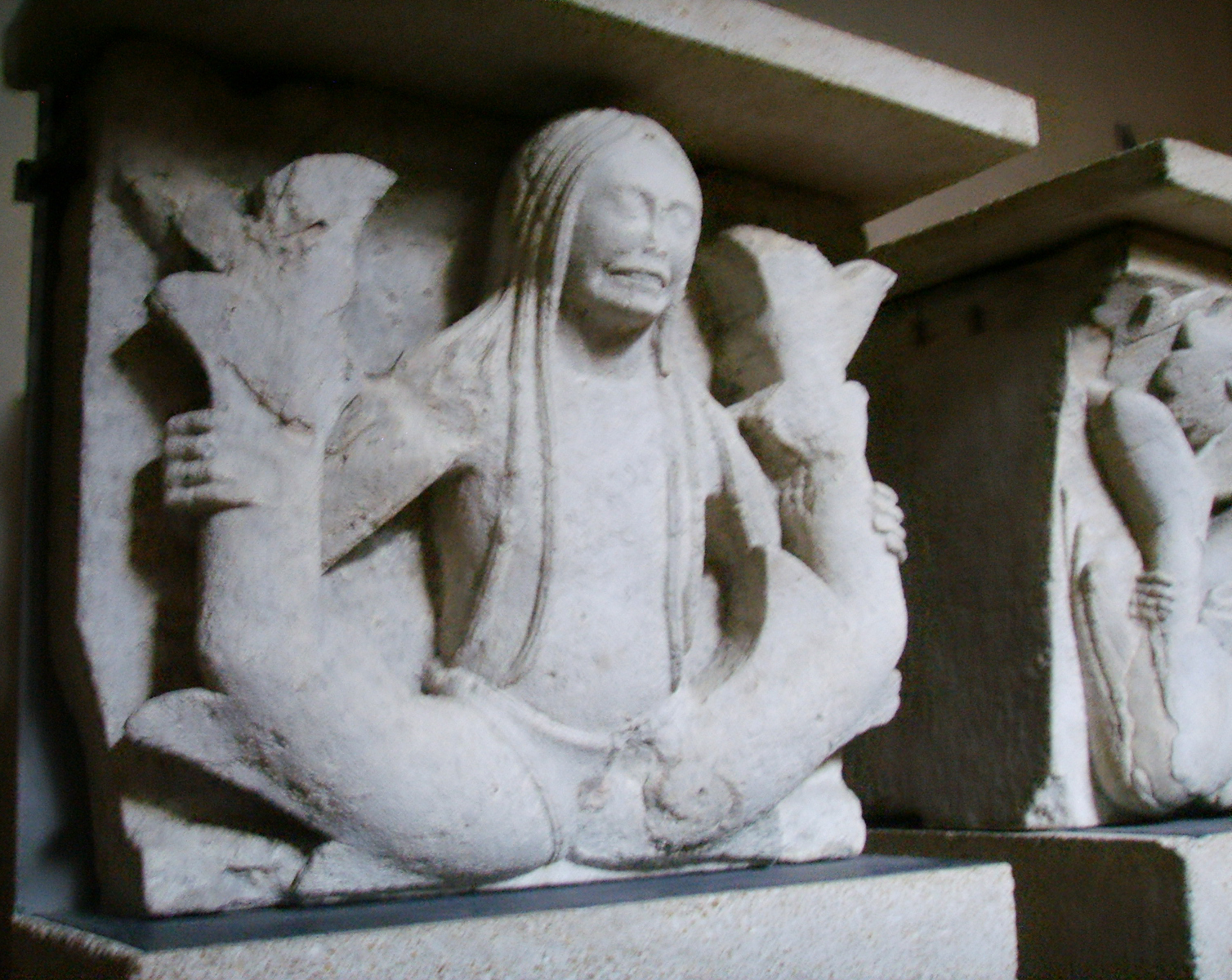
La Sirena bicaudata
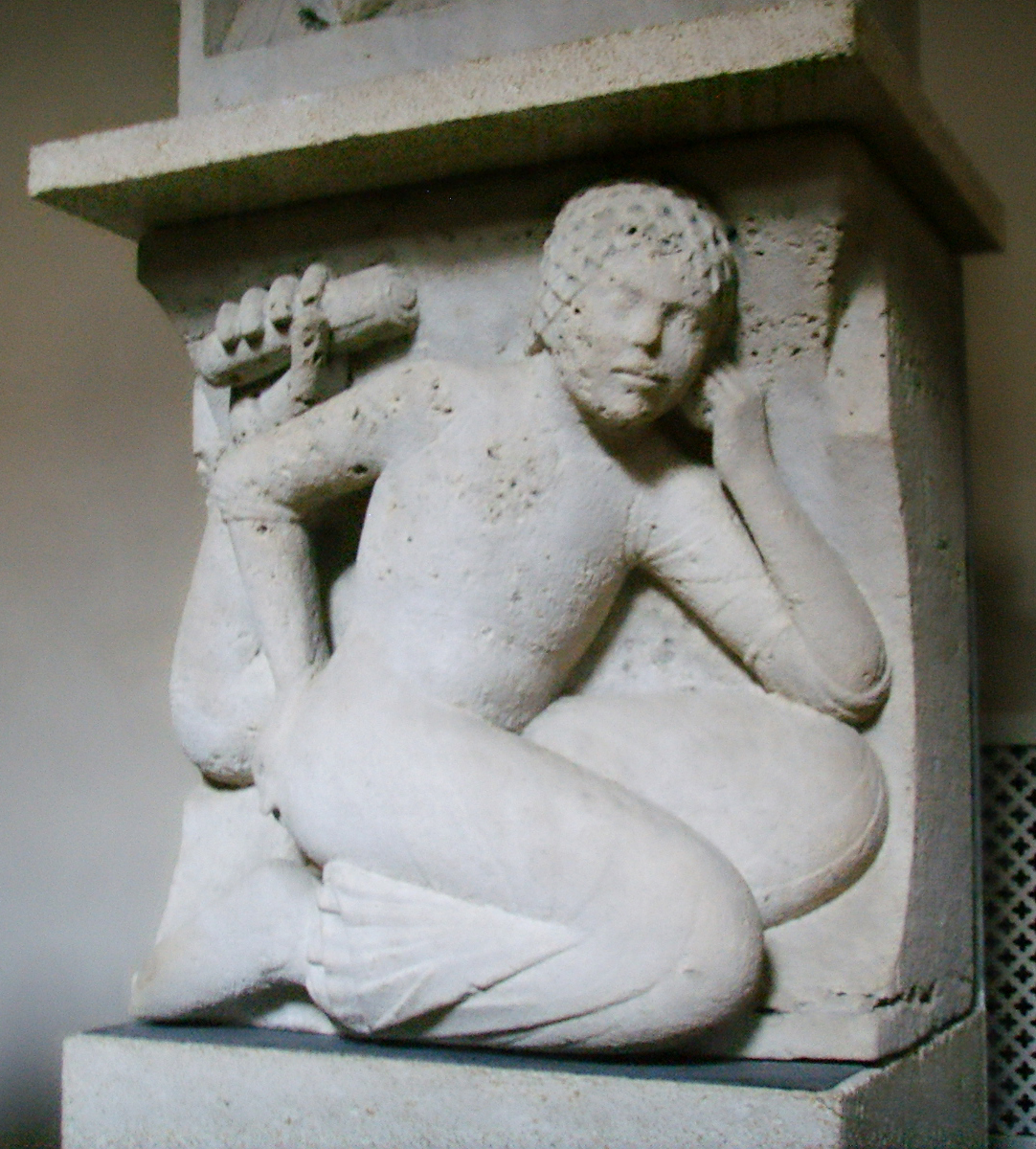
La Fanciulla e il terzo braccio
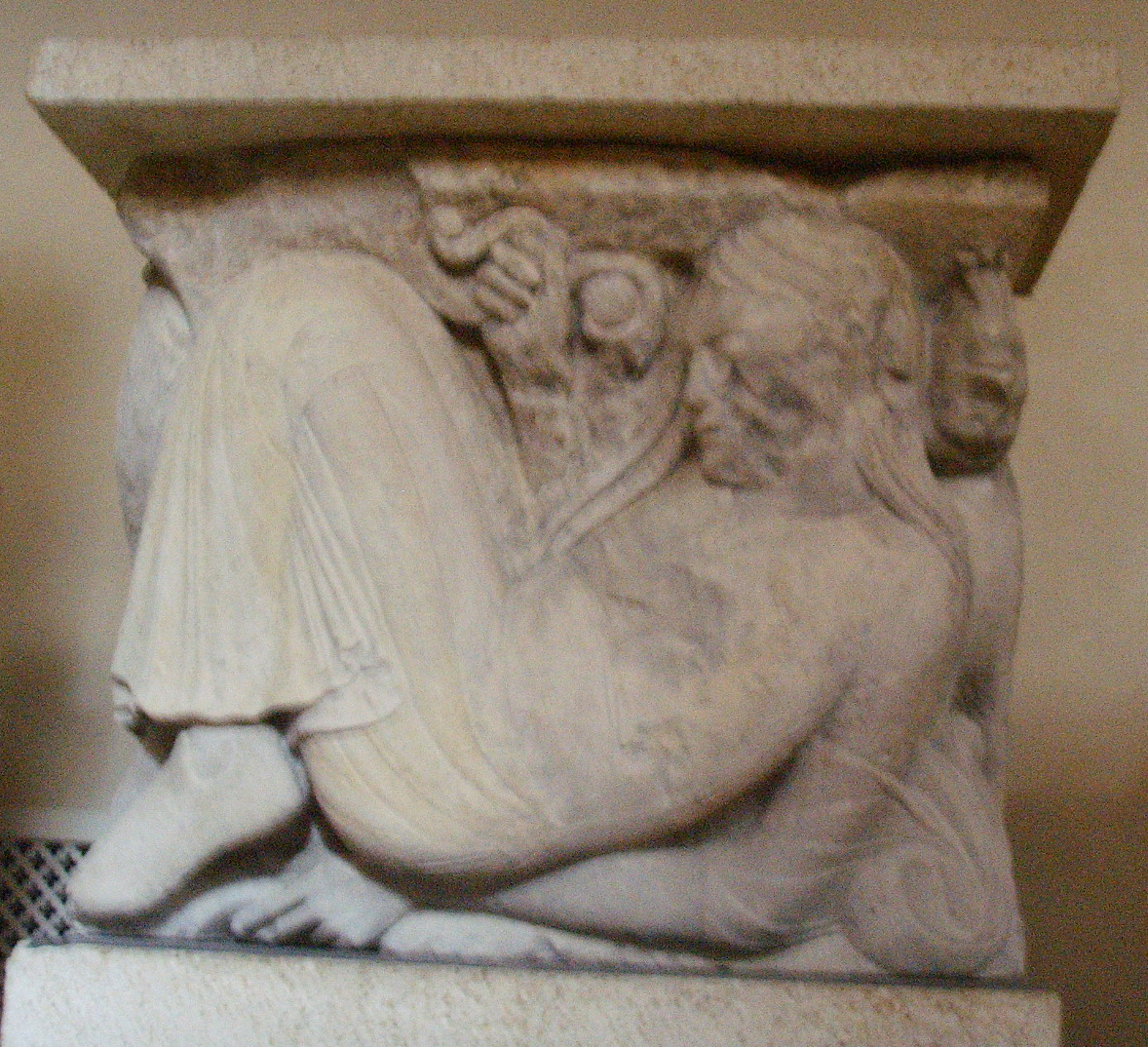
La grande fanciulla
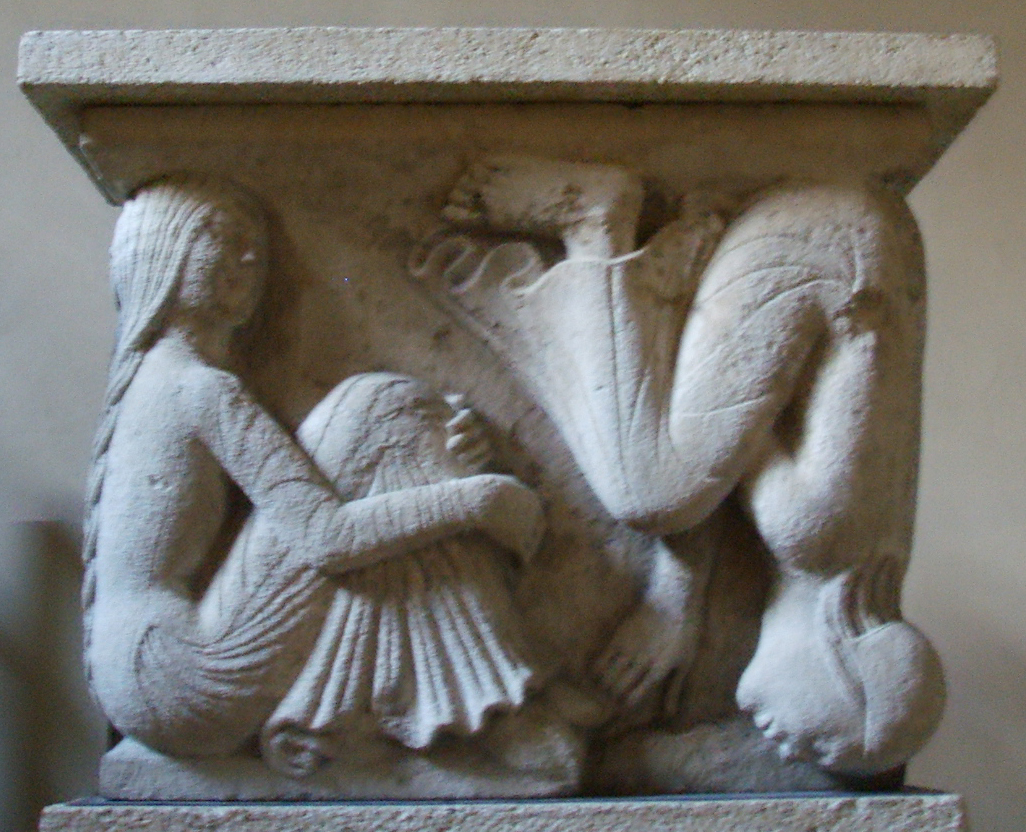
Gli Antipodi
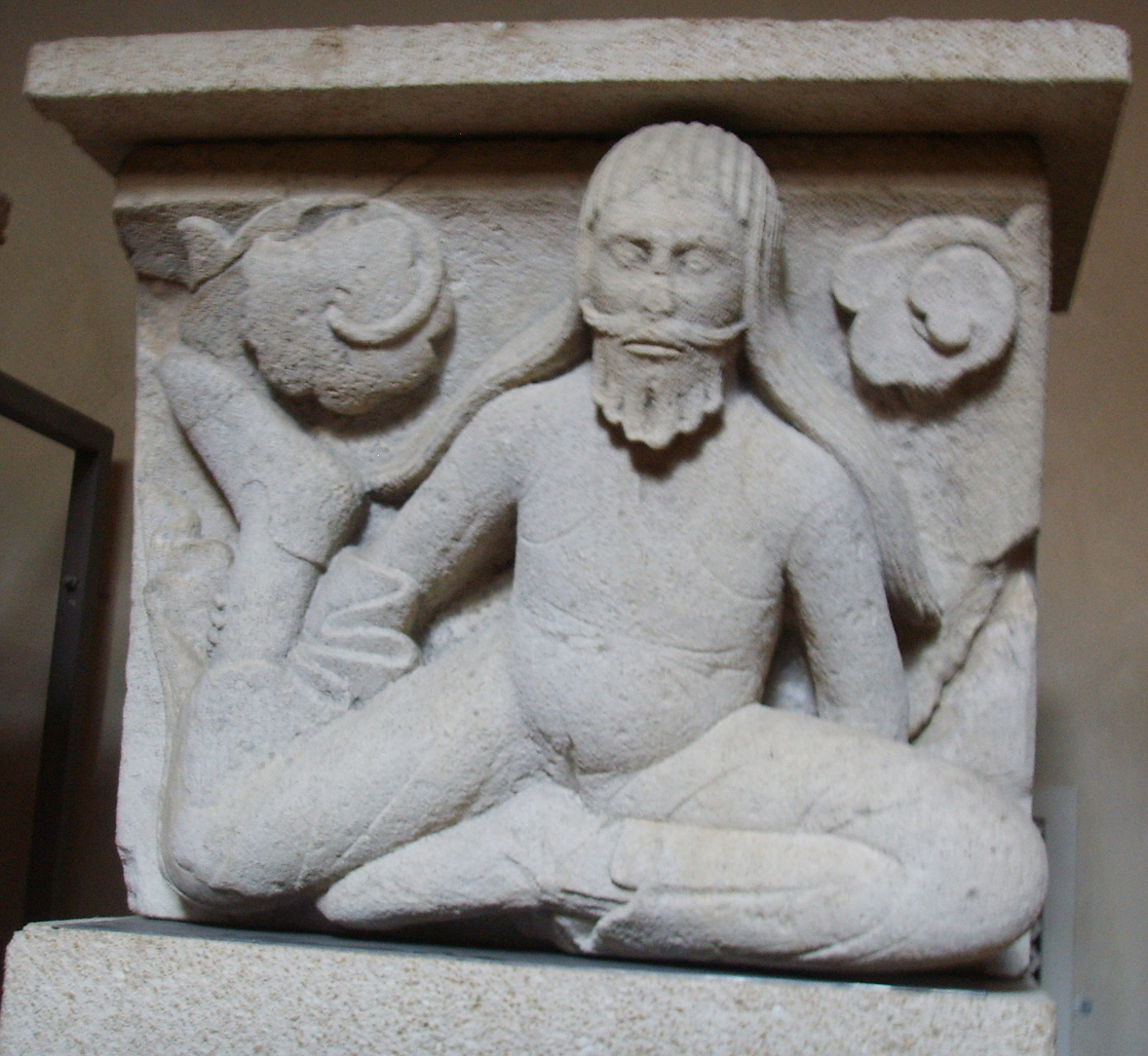
L'Uomo dai capelli lunghi